# Tecnologias avançadas
Tecnologias avançadas são as altas tecnologias.
Alguns exemplos de tecnologias avançadas são:
Genética, Supercomputador, Fibra óptica, Biotecnologia, Microtecnologia, Nanotecnologia, Energia nuclear (Armas nucleares, Reator nuclear, Fusão nuclear), Armas químicas, Robótica, Hidráulica, Computação Quântica, Pneumática, Engenharia molecular, Raios X, Automação industrial etc.

## Resumos de algumas Tecnologias Avançadas
- Supercomputador é um computador  que possui uma altíssima velocidade de processamento e grande altíssima capacidade de memória. Uma de suas aplicações é em áreas de pesquisa que necessitam de uma enorme quantidade de processamento, como pesquisas científica, química, militares, medicina etc. Os supercomputadores são utilizadors para resolver cálculos dificílimos e tarefas intensivas, como problemas de física quântica, meteorologia, mecânica, modelagem molecular, simulações físicas,simulação da detonação de armas nucleares e investigação sobre a fusão nuclear.[6] A criação dos primeiros supercomputadores foi dada na década de 1960 por Seymour Cray.Seymour Cray que fundou sua própria empresa, a Cray Research, em 1970 e conseguiu dominar o mercado da supercomputação durante 25 anos (1965-1990).[7] Vale apena citar um supercomputador que ficou famoso pelas suas dimensões, montado pela Universidade de Illinois em conjunto com a Burroughs Corporation o ILLIAC IV, na década de 70. Hoje os supercomputadores são fabricados por empresas como SUPERMICRO, NEC, SUN (esta foi comprada pela Oracle em 2010), IBM, HP, Apple Inc., e etc. A lista atualizada dos 500 sistemas computacionais mais poderosos conhecidos pode ser obtida em top500.org.[8]

- Robótica é tecnológico e um ramo educacional que envolve  robôs ,computação e computadores, que trata de sistemas compostos por partes mecânicas automáticas e controladas por circuitos integrados, tornando sistemas mecânicos motorizados, controlados manualmente ou automaticamente por circuitos eléctricos.  Os robôs são máquinaas, são uma imitação direcionada as pessoas (Seres Vivos), são fios unidos e mecanismos, isso tudo junto concebe um robô.[9] A cada dia que se passa os robôs têm sido mais utilizados pelos humanos, para realizar tarefas. Busca-se em um futuro breve que tudo possa ser controlado por robôs. É bem verdade que algumas coisas já podem ser sim controlados por eles. Ainda não era a tecnologia "Robótica" que estava operando, mas a Revolução Industrial  que foi a transição para novos processos de manufatura no período entre 1760 a algum momento entre 1820 e 1840, e que  incluiu a transição de métodos de produção artesanais para a produção por máquinas, a fabricação de novos produtos químicos, novos processos de produção de ferro, maior eficiência da energia da água, o uso crescente da energia a vapor e o desenvolvimento das máquinas-ferramentas, além da substituição da madeira e de outros biocombustíveis pelo carvão, tendo início na Inglaterra e em poucas décadas se espalhou para a Europa Ocidental e os Estados Unidos, já era o começo da revolução tecnológica que transformaria as máquinas em trabalhadores, tentando substituir homem por máquinas (para evitar esforços e ganhar lucros). A robótica  hoje é adaptada por muitas indústrias e fábricas, tem conseguido êxito em questões de  aumento de produtividade e redução de custos. A palavra robô, derivada deste robot/roboti (singular/plural) tem como raiz a palavra Checa robota, a qual significa "trabalho forçado, servidão" e tem como uma de suas derivações a palavra rabu, que significa "escravo".[10]

- Armas nucleares, como exemplo temos a bomba atômica (português brasileiro) ou atómica (português europeu), é um dispositivo explosivo que deriva sua força destrutiva das reações nucleares, tanto de fissão ou de uma combinação de fissão e fusão. Qualquer uma dessa reações citadas acima a partir de quantidades relativamente pequenas de matéria liberam grandes quantidades de energia. O início da Era Nuclear foi marcado pelo primeiro teste de bomba de fissão ("atômica"), teste  que se chamou Trinity e que liberou a mesma quantidade de energia de cerca de 20 mil toneladas de TNT. O foco da política de relações internacionais desde o seu início tem sido o controle do uso das armas nucleares, pois essas são consideradas armas de destruição em massa. Pode-se citar também o primeiro teste de uma bomba termonuclear ("hidrogênio"), esse liberou uma quantidade de energia de cerca de 10 milhões de toneladas de TNT. As armas nucleares são muito poderosas e também muito perigosas. Mesmo um dispositivo nuclear pequeno, ou seja, não muito maior do que bombas tradicionais, pode destruir inteiramente uma cidade, através de incêndios e radiação subsequentes e gigantesca explosão. Como exemplo, tem-se a arma termonuclear moderna, que pode produzir uma força explosiva que detona mais de 1,2 milhão de toneladas de TNTs, se a mesma pesar pouco mais de 1,1 kilogramas[11] Especificamente as bombas nucleares B83, com 1,2 megatons.</ref> Apenas duas armas nucleares foram utilizadas durante uma guerra: quando os Estados Unidos bombardearam duas cidades japonesas no fim da Segunda Guerra Mundial. Um fato que marcou muito foi a detonação de uma bomba de fissão de urânio, o codinome dela era "Little Boy", em 6 de agosto de 1945, sobre Hiroshima(uma cidade do Japão). E apenas 3 dias após esse fato devastador, um outro tipo de bomba, essa de fissão plutônio foi explodida sobre a cidade de Nagasaki e o codinome dela era "[Fat Man]". Constatou-se a morte de aproximadamente 200.000 pessoas, em decorrer dos ferimentos das explosões e também da radiação.[12] Isso só são alguns dos fatos que ocorreram.

- Biotecnologia é a baseada na biologia, principalmente quando quando essa tecnologia é utilizada na medicina, ciência dos alimentos e agricultura. '"Biotecnologia significa qualquer aplicação tecnológica que utilize sistemas biológicos, organismos vivos, ou seus derivados, para fabricar ou modificar produtos ou processos para utilização específica." essa é a definição da Convenção sobre Diversidade Biológica da ONU[13] A biotecnologia tem aplicações em saúde (médica), ambiental, agrícola, industrial etc , se referindo também e principalmente a estudos e uso de organismos para o desenvolver de produtos, como por exemplo a insulina e a cerveja. Os vários ramos da biotecnologia tem a sua classificação através de um código de cor relacionado muitas vezes ao tema abordado. Cita-se abaixo apenas alguns(Não todos):

```
  *Biotecnologia azul ou marinha: por lembrar a cor do mar, tem sido utilizada para descrever aplicações marinhas e aquáticas, ex: busca e identificação de moléculas em algas marinhas para o tratamento de doenças, com a AIDS;
```

```
  *Biotecnologia verde  ou agrícola: tem a cor da maioria das plantas e está relacionada aos processos agrícolas. Ex: o desenvolvimento de plantas transgênicas as quais crescem em ambientes específicos, com ou sem produtos químicos. Essa biotecnologia tem como alvo principal a produção de soluções para questões agrícolas mais sustentáveis e que não degradem tanto o ser-humano e também o meio ambiente, quando comparada a agricultura industrial tradicional;
```

```
  *Biotecnologia vermelha: tem relação com a cor do sangue e está relacionada aos processos de saúde e também médicos, como por exemplo o desenho de moléculas como a insulina  e também de organismos capazes de produzir antibióticos ou, e a engenharia de tratamentos genéticos através de manipulação genética;
```

```
  *Biotecnologia laranja ou educacional: tem como objetivo espalhar a biotecnologia e  também a formação nesta área. Esta biotecnologia desenvolve estratégias educacionais e materiais com o objetivo de proporcionar o acesso as informações sobre temas de biotecnologia, como por exemplo desenho de organismos produtores de antibióticos, para a sociedade como um todo,ou seja também para pessoas com  deficiência podendo ser essa auditiva e/ou visual.E ela busca identificar e estimular pessoas com vocação científica e altas habilidades para aprender ou se já sabe, aprofundar-se ainda mais na área de biotecnologia.
[
14
]
```

- Tecnologia quântica campo da engenharia e da física, que é recente. Que dispõe as características do  tunelamento quântico, criptografia quântica, simulação quântica, entrelaçamento quântico, computação quântica, sensor quântico, imagem quântica e a metrologia quântica. Esse campo tão impressionante da tecnologia quântica foi descrito no livro de Gerard J. Milburn,[15] em 1997. A computação quântica tem sido uma enorme ajudadora para a tecnologia quântica, pois é dela que vem as ideias que a fundamentam. A busca incessante por um computador quântico e por tabela da teoria da informação quântica tem juntado áreas como a ótica quântica, a ótica atômica, a eletrônica quântica e os dispositivos quânticos não-mecânicos foram unificadas.

- Fibra óptica fabricada a partir do vidro ou plástico extrudido, é um transparente e flexível filamento.  A fibra óptica é utilizada como um condutor de altíssimo rendimento de luz, impulsos codificados ou imagens. A fibra óptica é de grande importância , pois ela é um material que não sofre interferências eletromagnéticas. O diâmetro dela é de alguns micrómetros.[16] Existe a fibra óptica monomodo, que é a mais usada em transmissão a longas distâncias, pois ela possui baixas perdas de informação, e ela também é a que tem um caminho possível de propagação. E além dessa, existe também a fibra multimodo, cujo custo é moderado e que possui diversos modos de propagação da luz e é a mais usada em redes locais(LAN).[17] Antes as fibras ópticas eram usadas como guias de transmissão de sinais ópticos, apresentavam perda de luz durante a transmissão e alto calor(que os lasers geravam) e operavam entre distâncias que possuíam um certo limite.

Foi com o aprimoramento das técnicas ópticas que tornou-se possível a troca de informações a longas distâncias. Isso ocorreu na década de 70. Em 1977, após longas pesquisas, a fibra óptica foi introduzida no Brasil. Muitas dessas pesquisas foi a Unicamp que as realizou.